# کن کارپنتر (دوچرخه‌سوار)
کن کارپنتر (انگلیسی: Ken Carpenter؛ زادهٔ ۳۱ دسامبر ۱۹۶۵) دوچرخه‌سوار اهل ایالات متحده آمریکا است.
وی در مسابقات کشوری و بین‌المللی در مجموع برندهٔ ۱ مدال طلا شده‌است.